# رودلف دیزل
رودلف کریستیان کارل دیزل (به آلمانی: Rudolf Christian Karl Diesel) (۱۸ مارس ۱۸۵۸–۲۹ سپتامبر ۱۹۱۳) یک مخترع و مهندس مکانیک آلمانی بود که برای اختراع موتور دیزل شهرت یافت.

## آغاز زندگی
دیزل در سال ۱۸۵۸ در پاریس، زاده شد.
او دومین از سه فرزند تئودور و الیزه دیزل بود. والدین او از مهاجران آلمانی‌تباری بودند که در فرانسه زندگی می‌کردند. رودولف دیزل نخستین سال‌های کودکی خود را در فرانسه گذراند اما با شروع جنگ‌های فرانسه و پروس در ۱۸۷۰ خانواده او همچون بسیاری دیگر از خارجیان مجبور به ترک فرانسه شدند. آنها در لندن اقامت گزیدند و مادر وی، رودلف ۱۲ ساله را تا پایان جنگ در سال ۱۸۷۱ به آوگسبورگ در باواریا پیش خاله و دایی او فرستاد تا زبان آلمانی وی تقویت شود.
رودلف در ۱۴ سالگی به پدر و مادرش نوشت که می‌خواهد مهندس شود و پس از پایان تحصیلات مقدماتی در ۱۸۷۳ در مدرسهٔ صنعتی تازه‌تأسیس آوگسبورگ ثبت نام نمود. دو سال بعد او بورسیه‌ای را از طرف دانشگاه پلی‌تکنیک باواریایی سلطنتی مونیخ دریافت کرد و آن را علی‌رغم میل والدینش که تمایل به مشغول شدن رودلف به کاری داشتند پذیرفت. او در سال ۱۸۷۹ بر اثر ابتلا به بیماری تیفوئید نتوانست در امتحانات نهایی شرکت جوید و در مدتی که در انتظار تاریخ بعدی امتحانات به‌سر می‌برد تجربهٔ مهندسی را به‌طور عملی در ماشین‌آلات‌سازی برادران زولزر در وینترتور سوئیس کسب نمود. دیزل در ژانویهٔ ۱۸۸۰ با بالاترین افتخارات دانشگاهی فارغ‌التحصیل شد و به پاریس بازگشت، جایی که دستیاری استاد سابق خود در دانشگاه مونیخ، پروفسور کارل فن لینده را در طراحی و ساخت کارخانهٔ یخسازی و سردسازی مدرنی برعهده داشت. یک سال بعد او مدیر همان کارخانه شد. دیزل در ۱۸۸۳ با مارتا فلاشه ازدواج نمود و به کار برای لینده ادامه داد و توانست چندین اختراع را در آلمان و فرانسه به ثبت برساند.
رودلف دیزل در آغاز ۱۸۹۰ با همسر و فرزندانش رودلف پسر، هِدی و اُگین به برلین نقل مکان کرد تا علاوه بر ادامهٔ مدیریت بخش تحقیق و توسعهٔ لینده، به هیئت مدیرهٔ چند شرکت بزرگ دیگر نیز در آن‌جا بپیوندد. از آن‌جا که او اجازهٔ به‌کارگیری اختراعات ثبت‌شده خود را در زمانی که کارمند لینده بود را برای اهداف شخصی خودش نداشت در نتیجه کارش را در خارج از موضوع سردسازی ادامه داد. دیزل نخست کارش را با تحقیق بر روی بخار آغاز نمود و پژوهش‌های او در رابطه با بهره‌وری سوخت، او را به سمت ساختن موتور بخاری سوق داد که با بخار آمونیاک کار می‌کرد. اما این موتور در زمان آزمودن خود منفجر شد و دیزل که نزدیک بود در این حادثه کشته شود چندین ماه را در بیمارستان گذراند. با این حال او پس از بهبود نیز از نظر سلامتی و بینایی دچار مشکل شده بود.

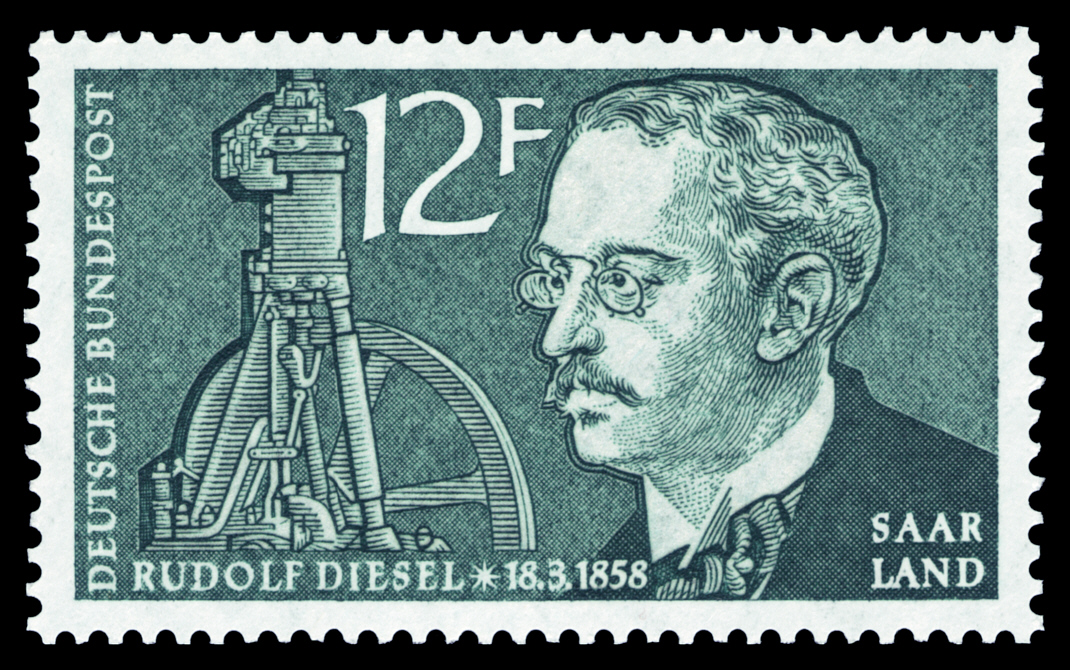

## ساخت موتور دیزل
دیزل با ترمودینامیک و محدودیت‌های نظری و عملی مؤثر بر بهره‌وری سوخت آشنایی داشت. او می‌دانست که حتی بهترین موتورهای بخار نیز تنها بین ۱۰ تا ۱۵ درصد راندمان ترمودینامیکی دارند که این خود به معنای هدر رفتن نزدیک به ۹۰ درصد از انرژی موجود در سوخت بود. او کار طراحی موتور را با هدف بهره‌وری بیشتر آن شروع نمود و تلاش داشت تا موتوری را بر پایهٔ چرخه کارنو طراحی نماید. اما از این طرح منصرف شد و کار بر روی طرحی از خود را آغاز نمود که سپس به افتخار او موتور دیزل نام گرفت. در موتور او تزریق سوخت پس از فرایند فشرده‌سازی انجام می‌گرفت و این سوخت بر اثر حرارت بالای ناشی از فشرده‌سازی، مشتعل می‌گردید. او در ۱۸۹۳ کتابی را با عنوان Theorie und Konstruktion eines rationellen Wärmemotors zum Ersatz der Dampfmaschine und der heute bekannten Verbrennungsmotoren (تئوری و ساخت موتورهای حرارتی به‌عنوان جایگزینی برای موتورهای بخار و دیگر موتورهای احتراقی روز) در برلین منتشر ساخت و موفق شد تا بر اساس نظر و طرح خود موتوری را بسازد که کار می‌کرد. این موتور و موتورهای پس از آن امروزه به نام موتور دیزل استار شناخته می‌شوند.
در فاصلهٔ سال‌های ۱۸۹۳ تا ۱۸۹۷ هاینریش فون بوتز، مدیر ام آ ان در اگزبورگ، این موقعیت را برای رودلف فراهم آورد تا به آزمایش و توسعهٔ طرح‌های خود بپردازد. همچنین رودلف دیزل موفق شد تا طرح خود را در آلمان و کشورهای دیگری همچون ایالات متحده آمریکا به‌ثبت برساند.

## مرگ

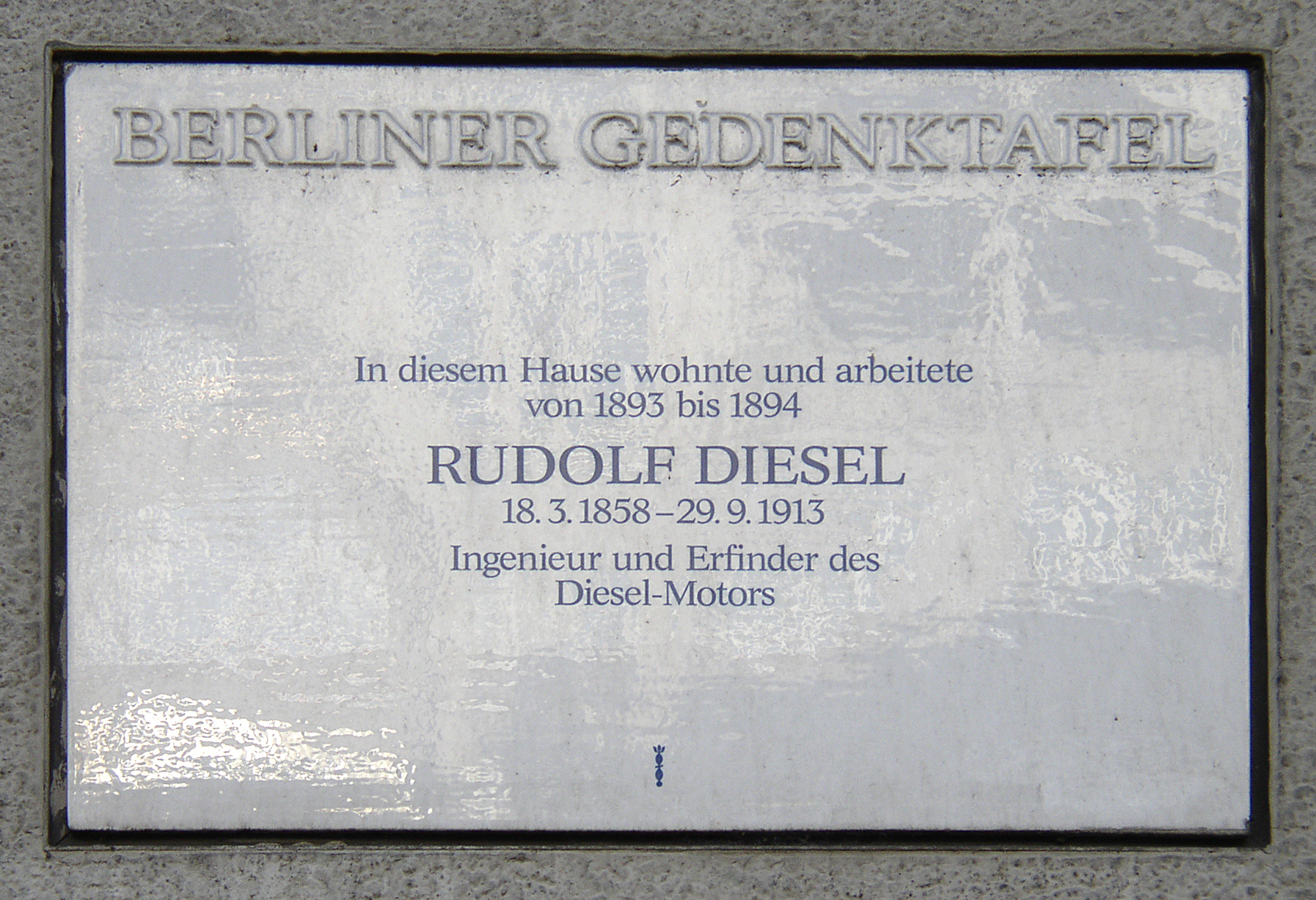
پلاک یادبود رودلف دیزل در برلین، آلمان

رودلف دیزل در بعدازظهر ۲۹ سپتامبر ۱۹۱۳ در آنتورپ سوار بر کشتی بخار ادارهٔ پست به نام درسدن شد تا برای ملاقاتی به لندن برود. او شام را بر روی عرشهٔ کشتی خورد و سپس برای استراحت در حدود ساعت ۱۰ شب به کابینش رفت و سپرد تا او را در ساعت ۶:۱۵ صبح روز بعد بیدار نمایند. اما او پس از رفتن به کابین خود دیگر مشاهده نشد و ۱۰ روز بعد، جسد مردی که بر روی آب دریا شناور بود توسط خدمهٔ کشتی هلندی کورنسن پیدا شد. جسد در حال متلاشی‌شدن بود و به همین دلیل خدمه تنها لوازم شخصی همراه آن شامل جعبهٔ قرص، کیف پول، چاقوی جیبی و جعبهٔ عینک را برداشته و جسد را بار دیگر به دریا انداختند. در ۱۳ اکتبر پسر دیزل، اُگین این اشیاء را به‌عنوان متعلقات پدرش شناسایی نمود.
نظرات گوناگونی در رابطه با مرگ دیزل ارائه شده‌است. کسانی همچون گروسر که به نوشتن زندگی‌نامهٔ دیزل پرداخته‌اند خودکشی را محتمل‌ترین دلیل مرگ او دانسته‌اند اما نظراتی مبنی بر به قتل‌رسیدن دیزل توسط کسانی که موقعیت نظامی و کاری خود را در خطر می‌دیدند نیز وجود دارد. با این حال شواهد محدودی برای پذیرفتن هر کدام از این توضیحات به‌عنوان دلیل اصلی مرگ رودلف دیزل وجود دارد.